# Meganoton analis
Espèce
Meganoton analis est une espèce de lépidoptères (papillons) de la famille des Sphingidae, de la sous-famille des Sphinginae, de la tribu des Sphingini et du genre Meganoton.

## Description
L'envergure est 87-150 mm.

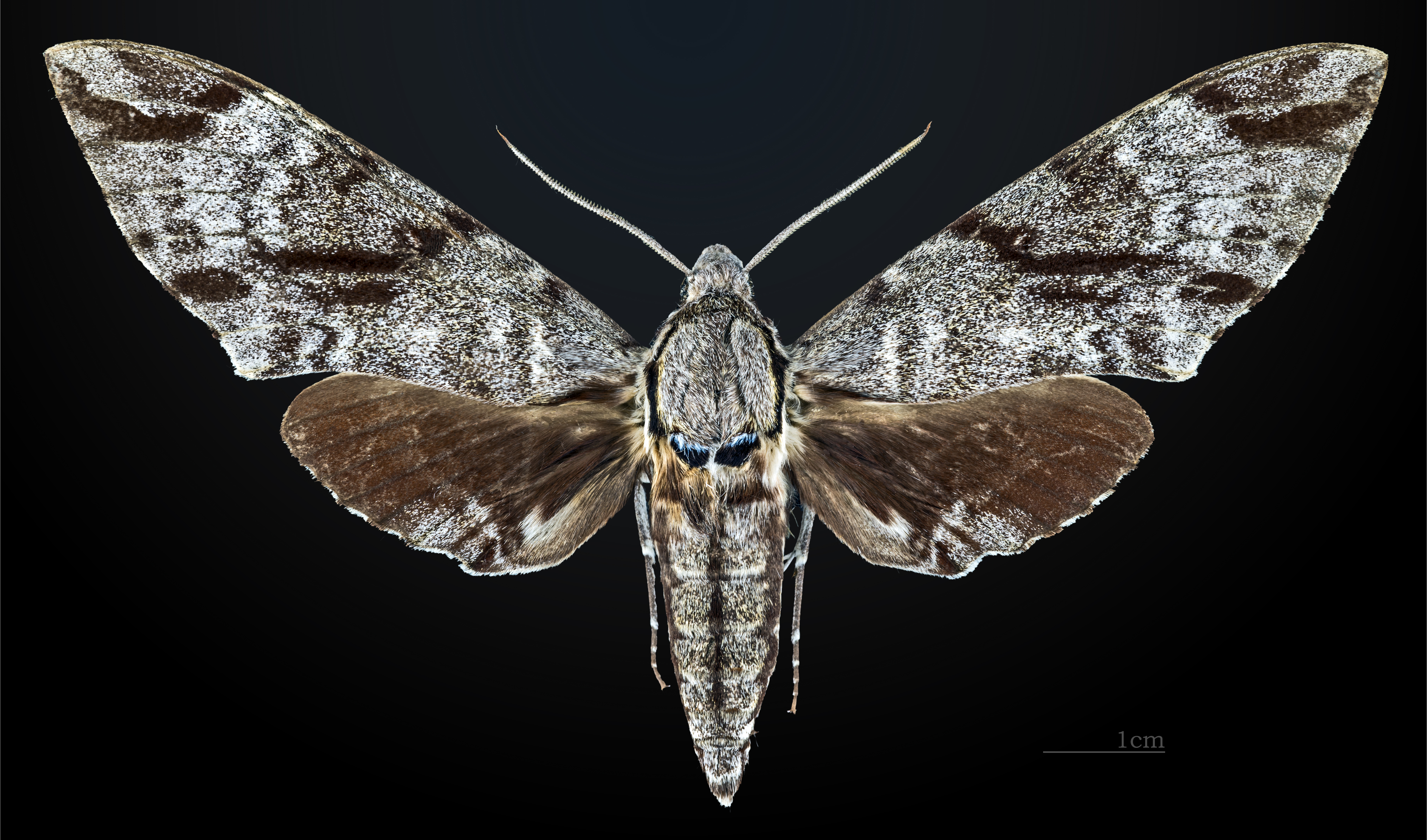
Face dorsale du mâle MHNT
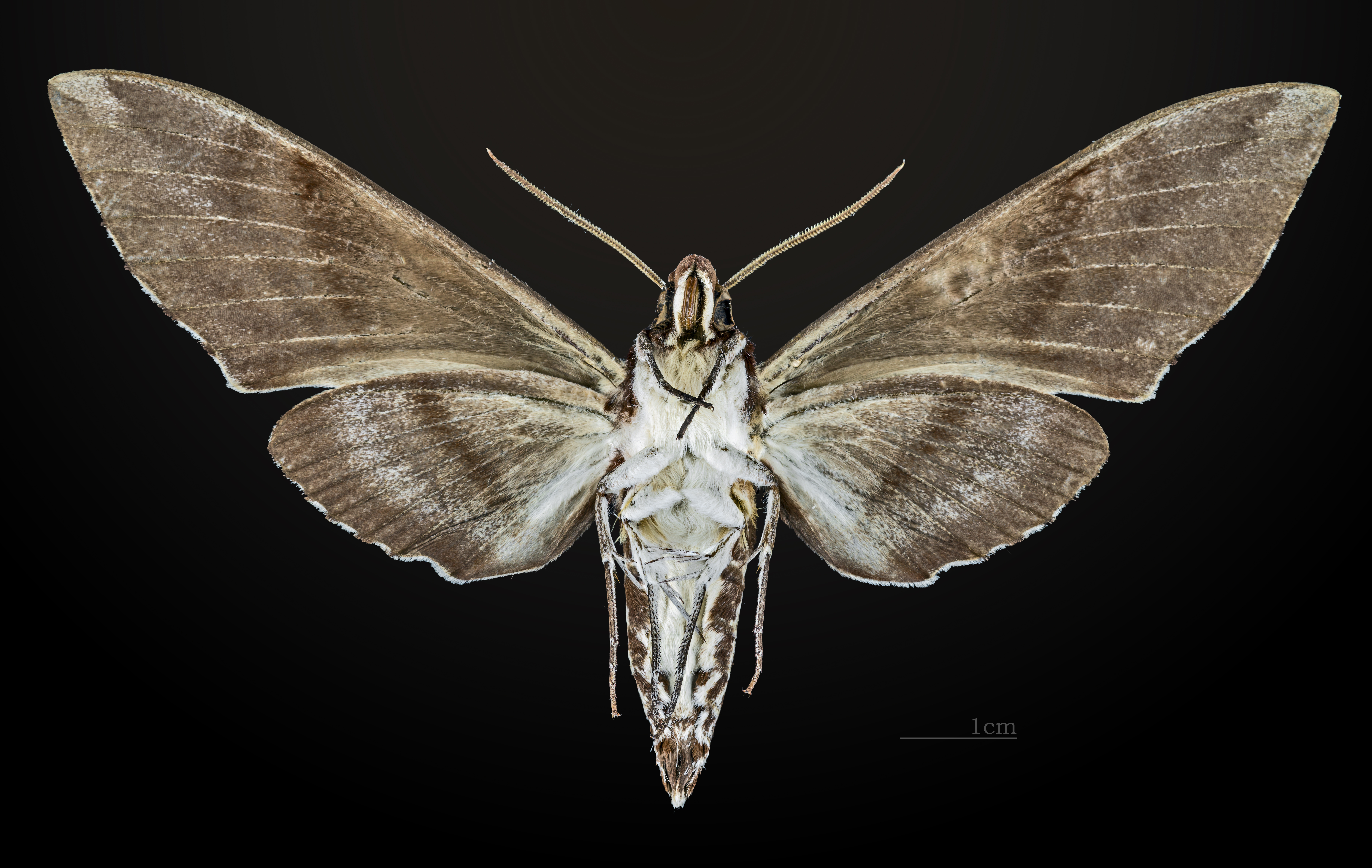
Revers du mâle MHNT
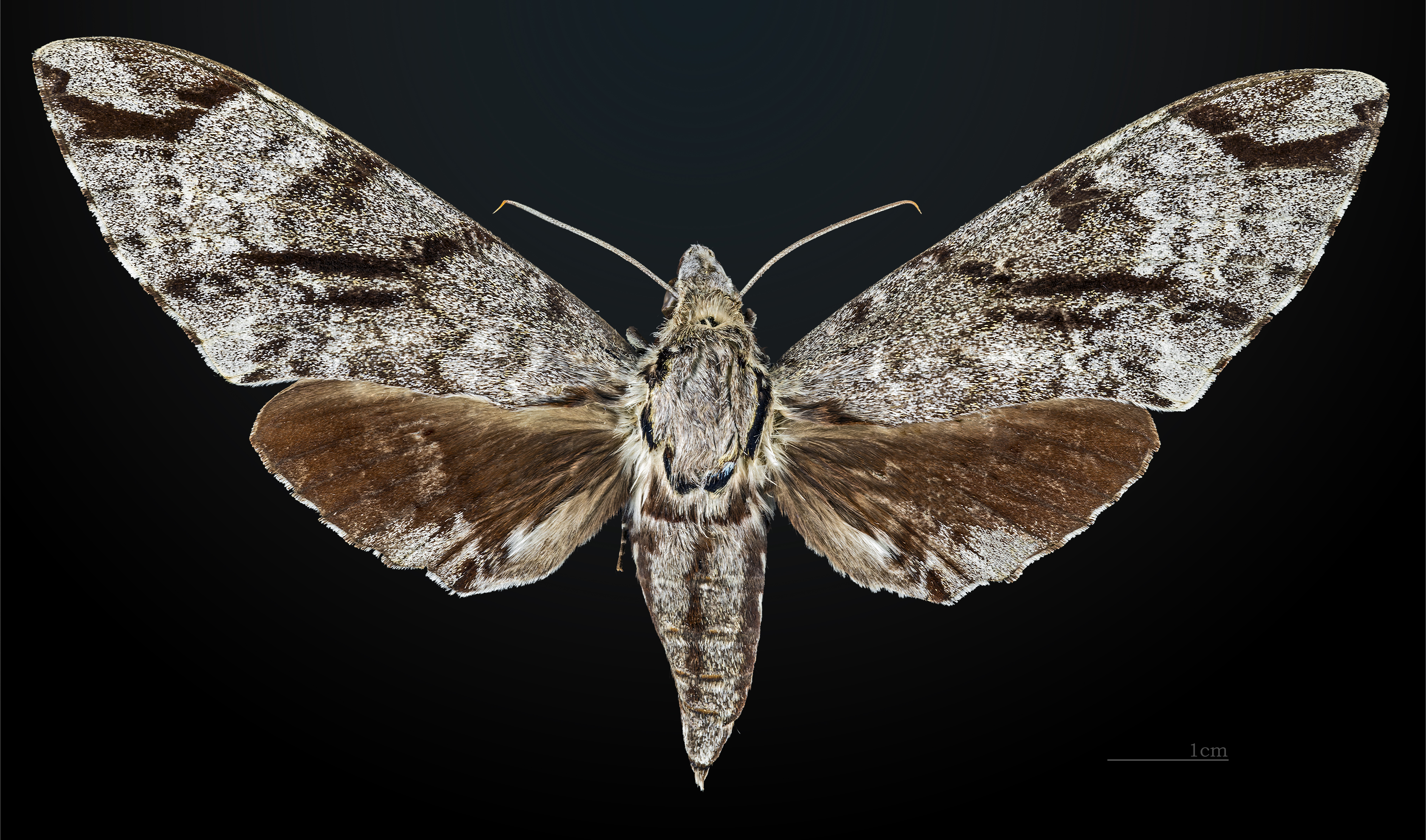
Face dorsale de la femelle MHNT
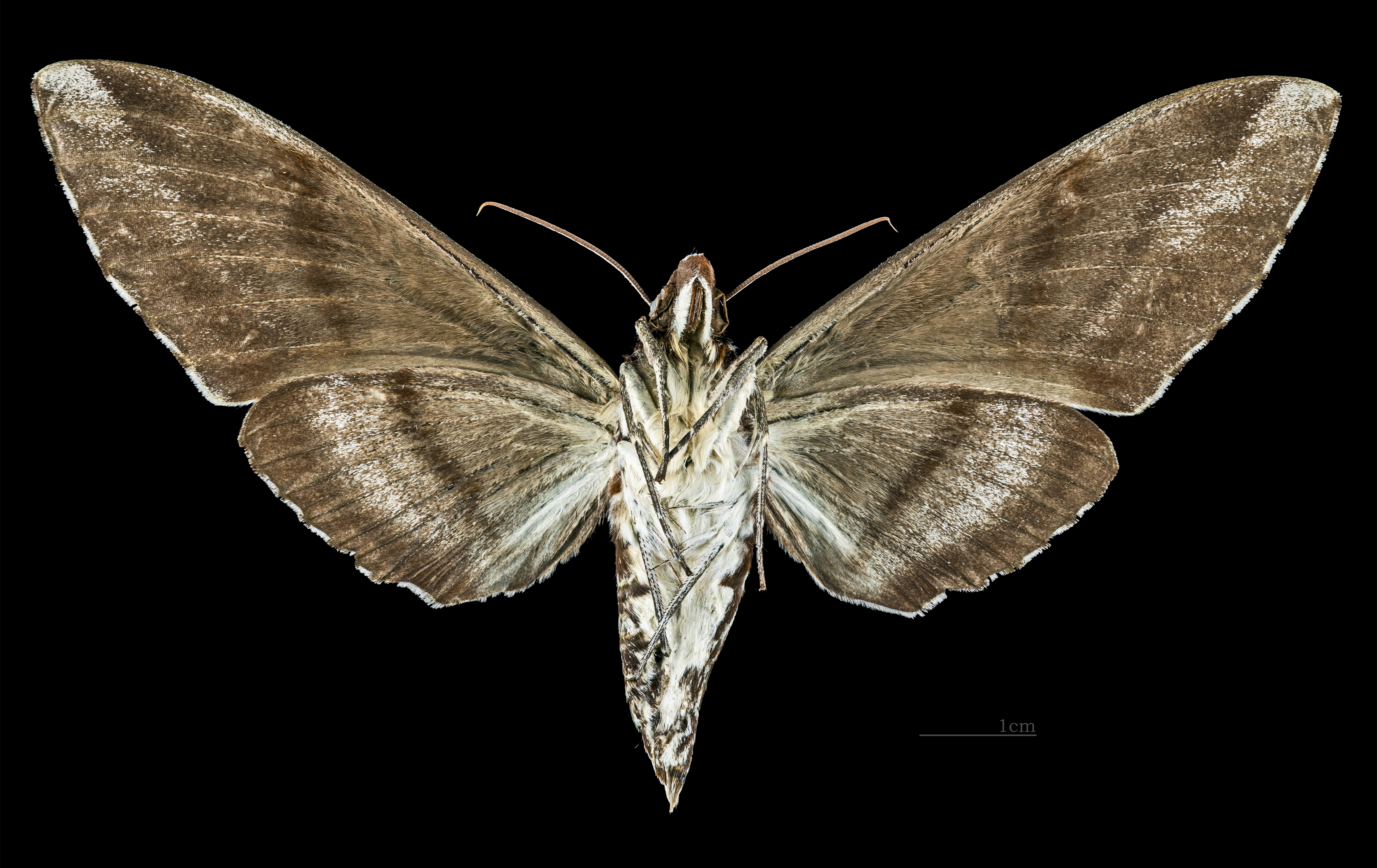
Revers de la femelle MHNT

## Biologie
Les adultes de Meganoton analis scribae volent à partir de début juin à début août en Corée.
Les chenilles se nourrissent de Sassafras tzuma en Chine. Elles sont également un ravageur occasionnel des Magnolias, en particulier Magnolia kobus pour Meganoton analis scribae au Japon.

## Répartition et habitat
Répartition
Il est connu en Inde, au Népal, dans le sud et l'est de la Chine, au nord de la Thaïlande, dans le nord du Vietnam, en Malaisie péninsulaire, en Indonésie, à Taiwan, dans la partie sud de l'Extrême-Orient russe (îles Kouriles), en Corée du Sud et au Japon.

## Systématique
- L'espèce Meganoton analis a été décrite par l'entomologiste australien Rudolf Felder en 1874[1].

### Synonymie
- Sphinx analis R. Felder, 1874 protonyme
- Diludia grandis Butler, 1875
- Diludia tranquillaris Butler, 1876
- Psilogramma scribae Austaut, 1911[2]
- Meganoton analis subalba Mell, 1922
- Meganoton clossi Gehlen, 1924[3]

### Taxinomie
Liste des sous-espèces
- Meganoton analis analis (Inde, Népal, sud de la Chine, nord de la Thaïlande et nord du Vietnam)
- Meganoton analis gressitti Clar 1937 (Taïwan)
- Meganoton analis scribae (Austaut, 1911) (sud de la Russie et Extrême-Orient (îles Kouriles), est de la Chine, Corée du Sud et Japon)
- Meganoton analis sugii Cadiou & Holloway 1989 (Sulawesi)
- Meganoton analis sumatranus Clark 1924 (Bornéo, Sumatra)[4].

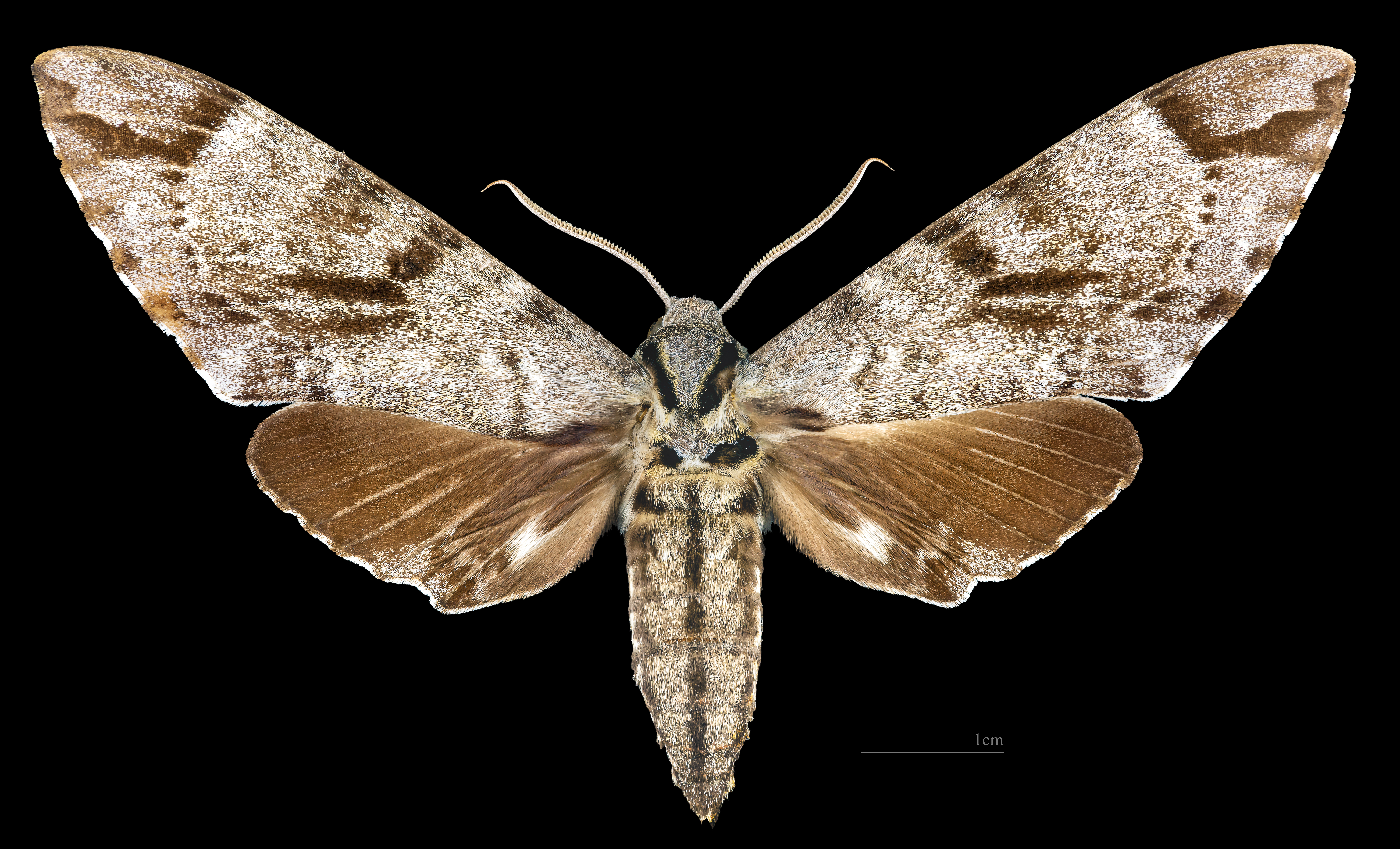
Meganoton analis scribae  avers du mâle
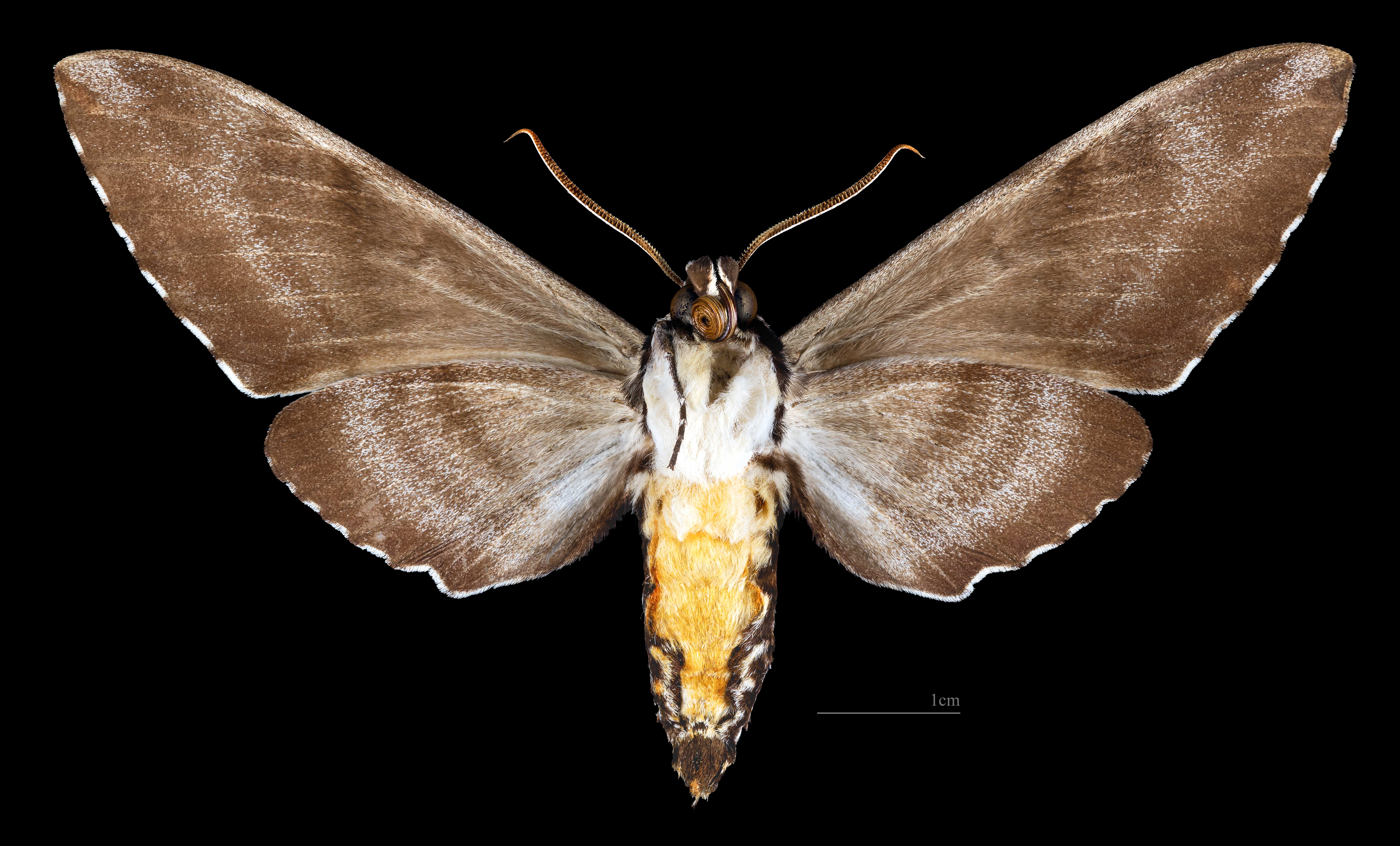
Meganoton analis scribae  revers du mâle
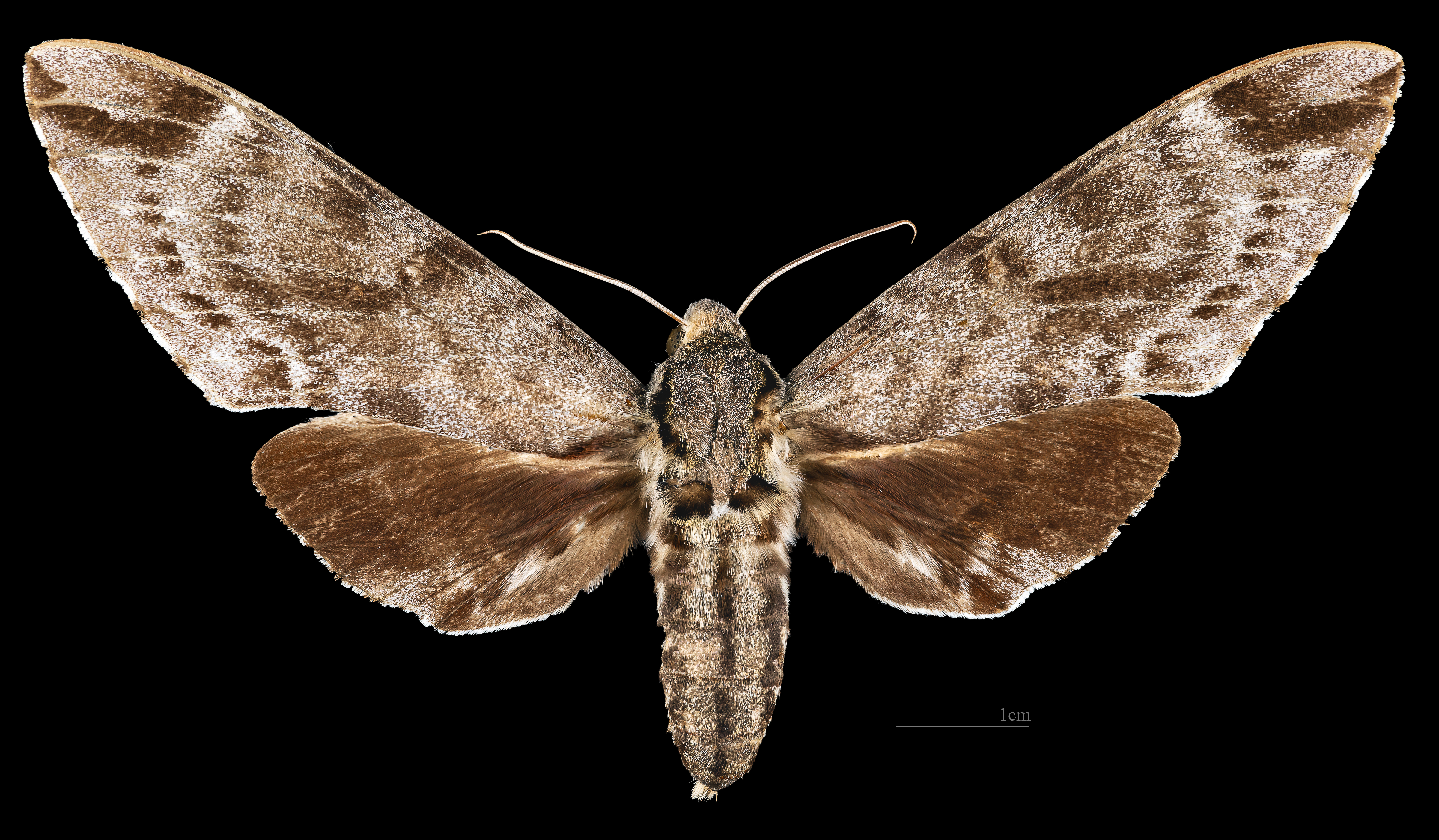
Meganoton analis scribae  avers de la femelle
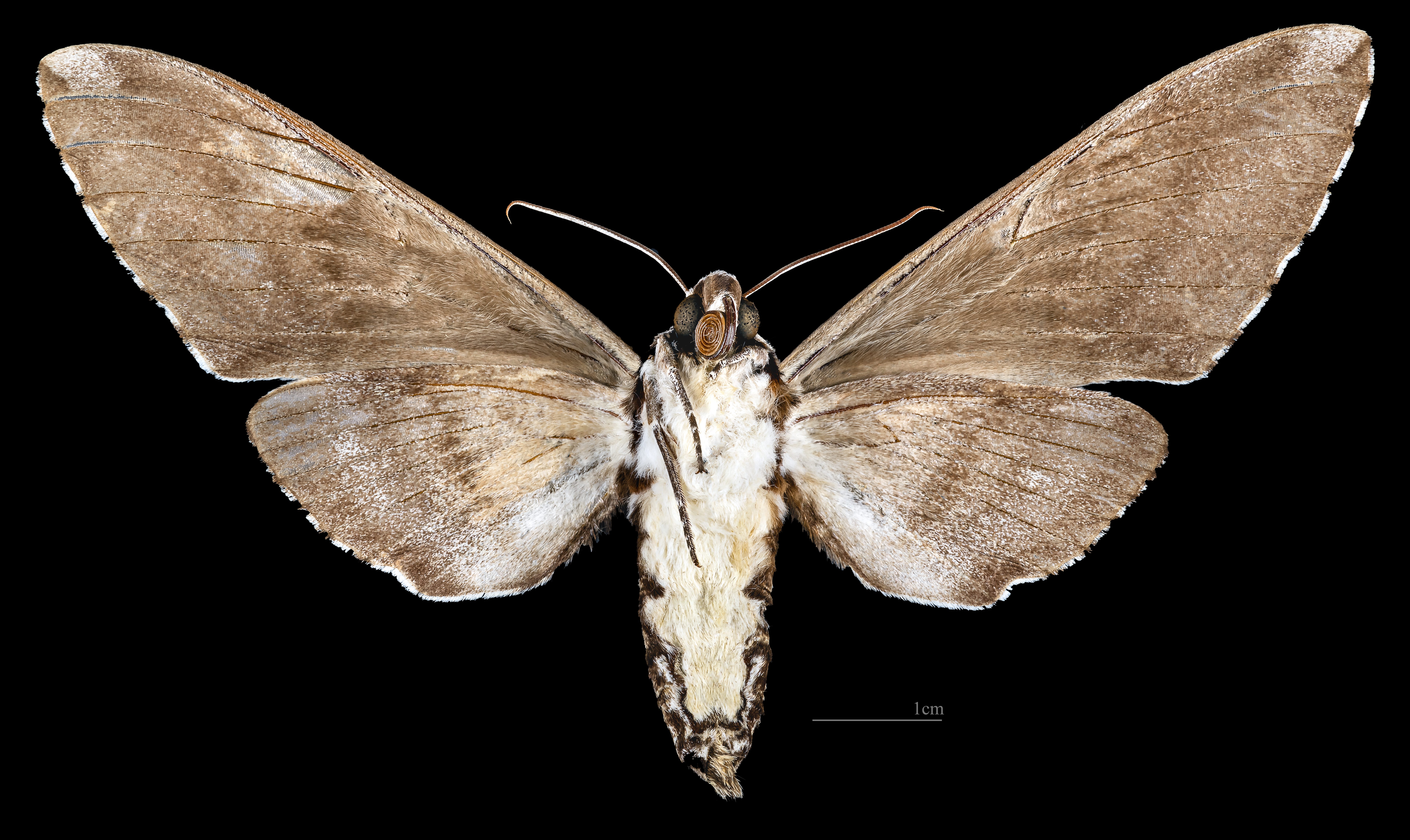
Meganoton analis scribae  revers de la femelle

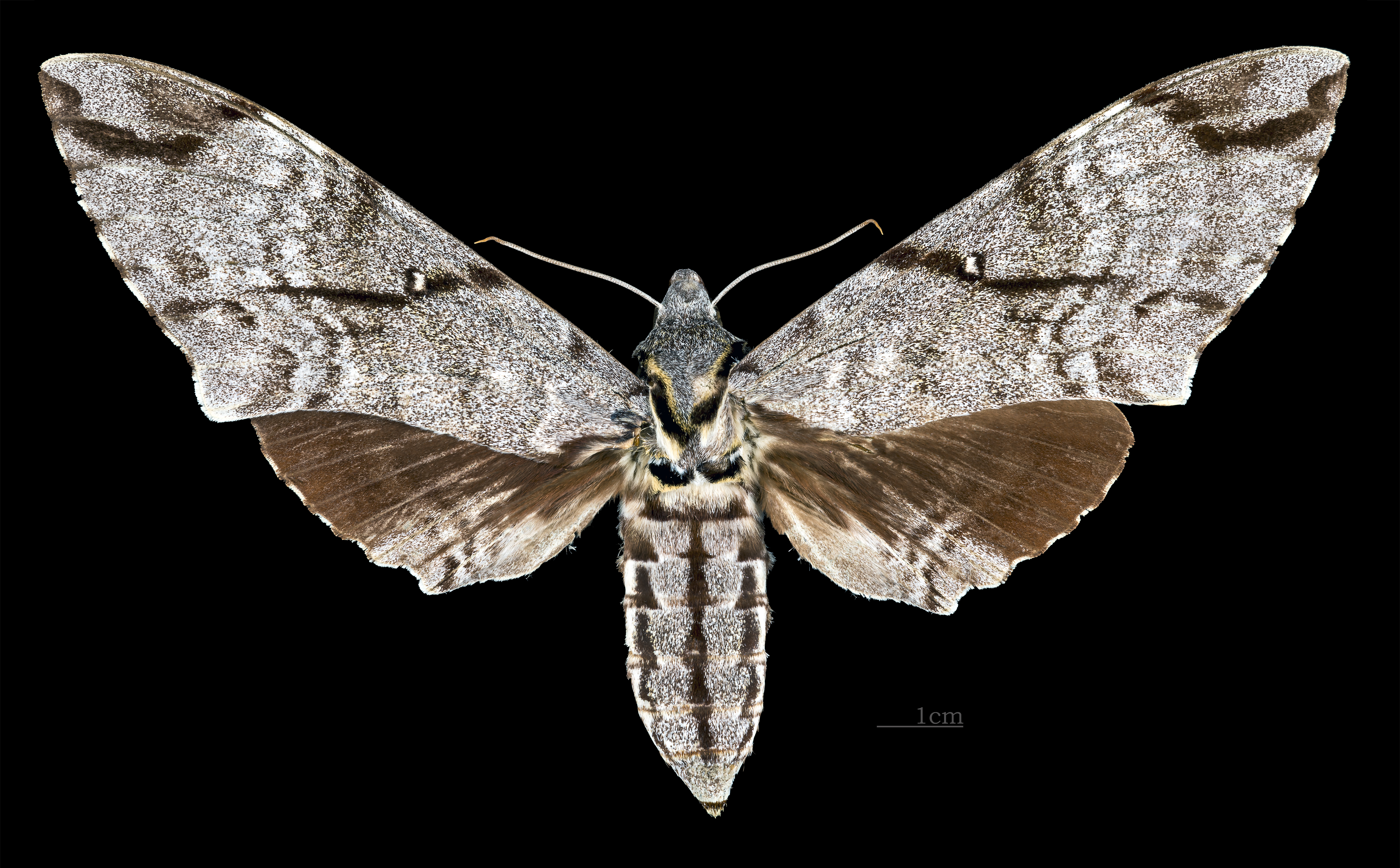
Meganoton analis sumatranus avers de la femelle
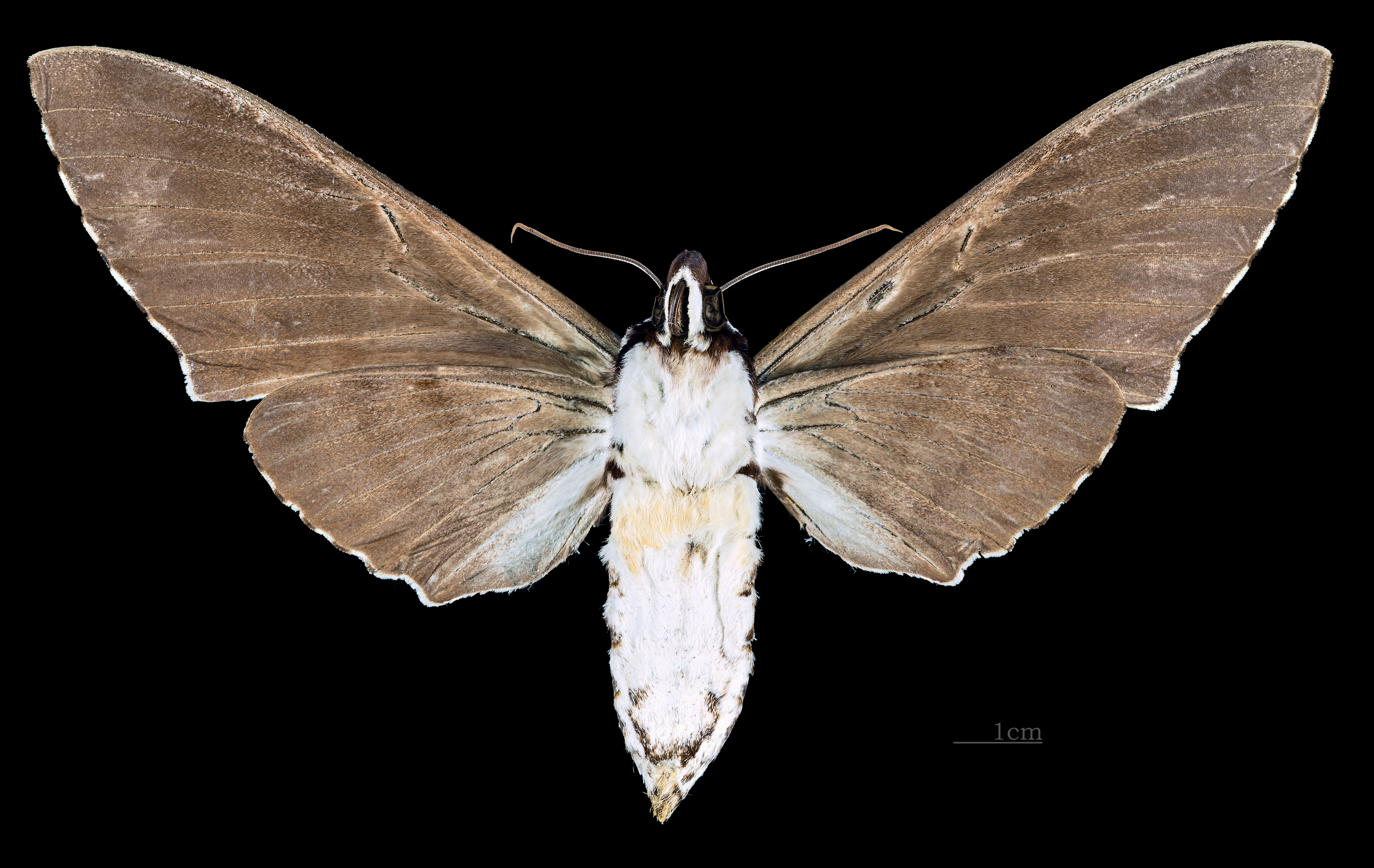
Meganoton analis sumatranus revers de la femelle
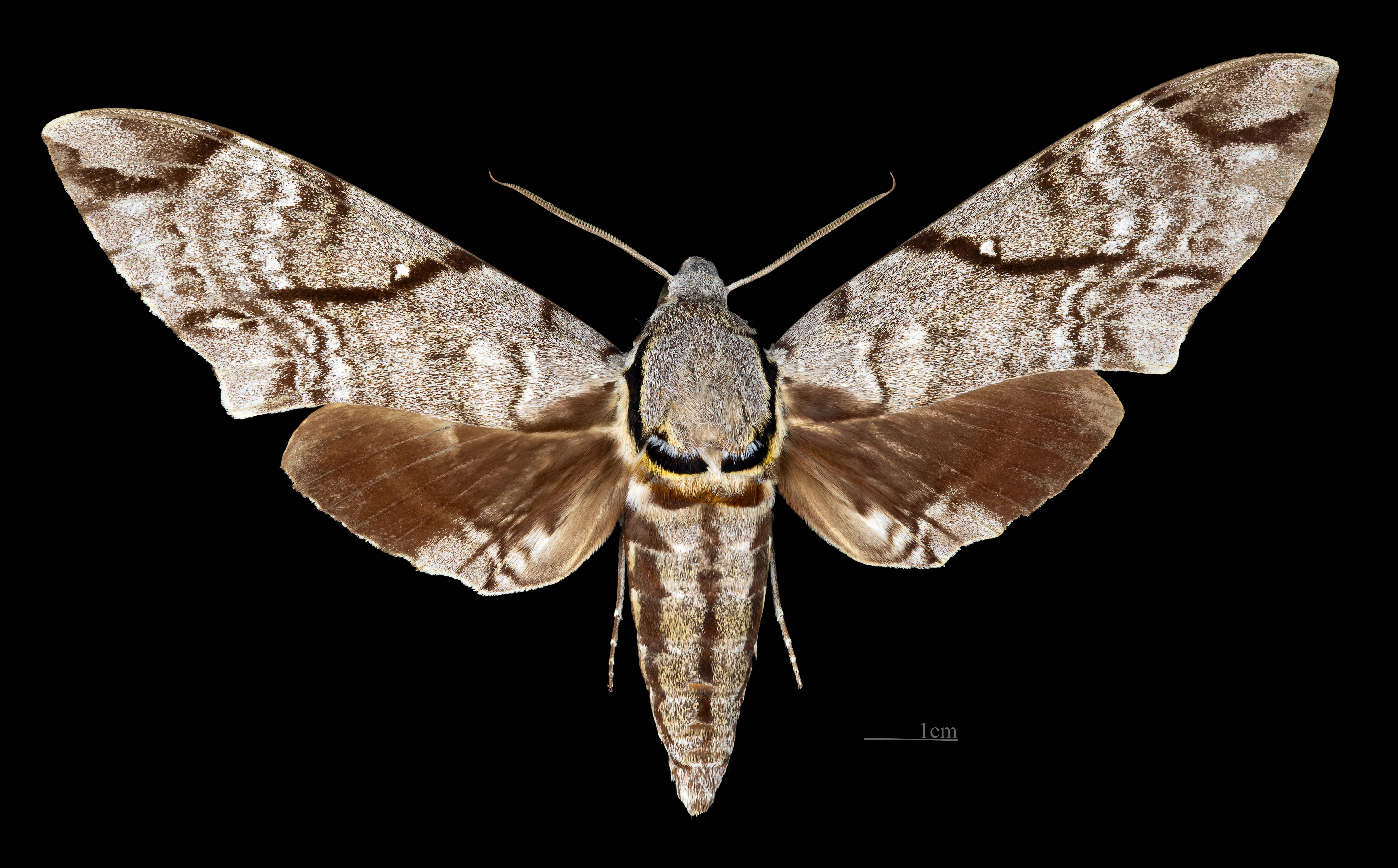
Meganoton analis sumatranus avers du mâle
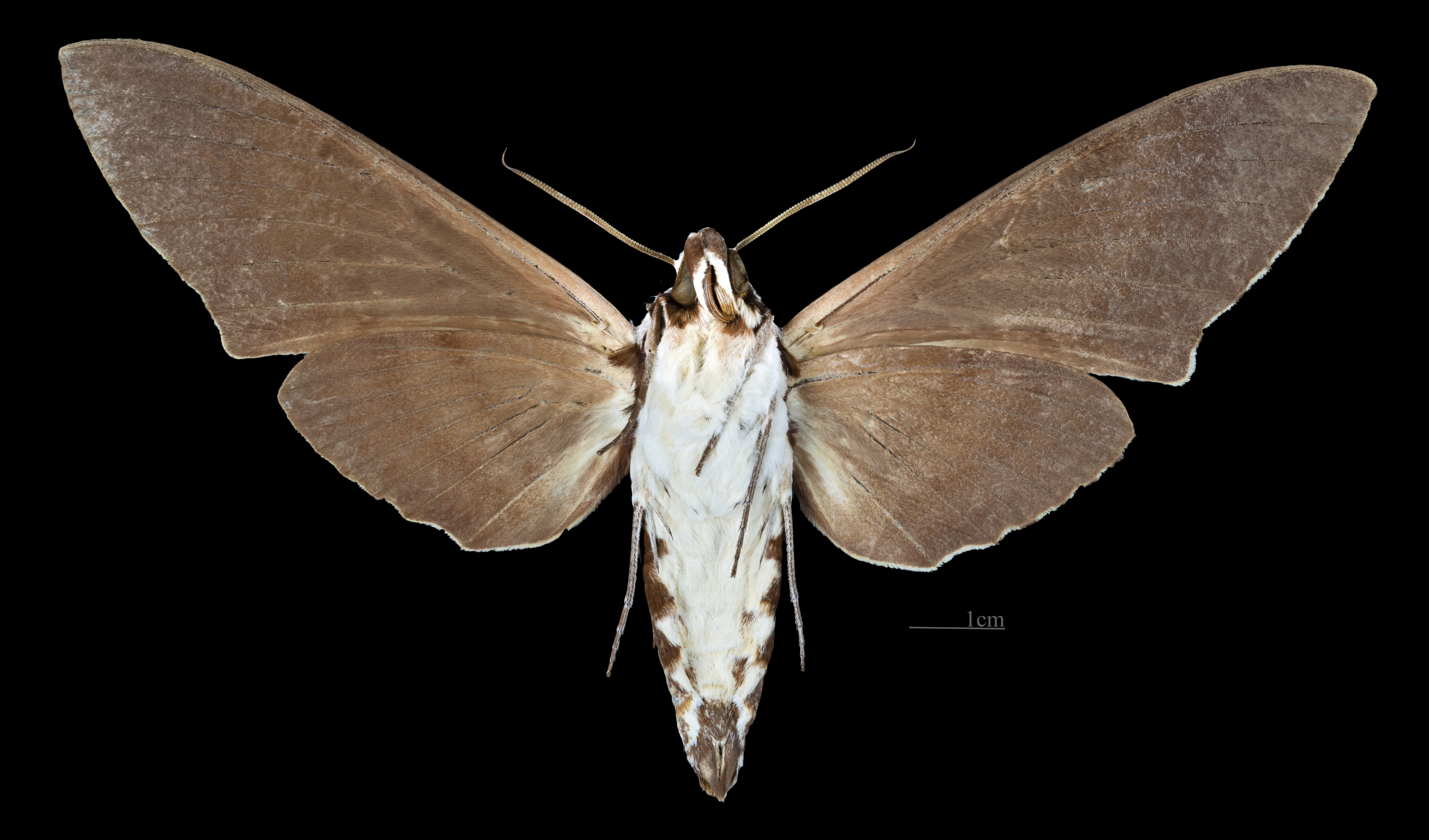
Meganoton analis sumatranus revers du mâle